# Subemprego

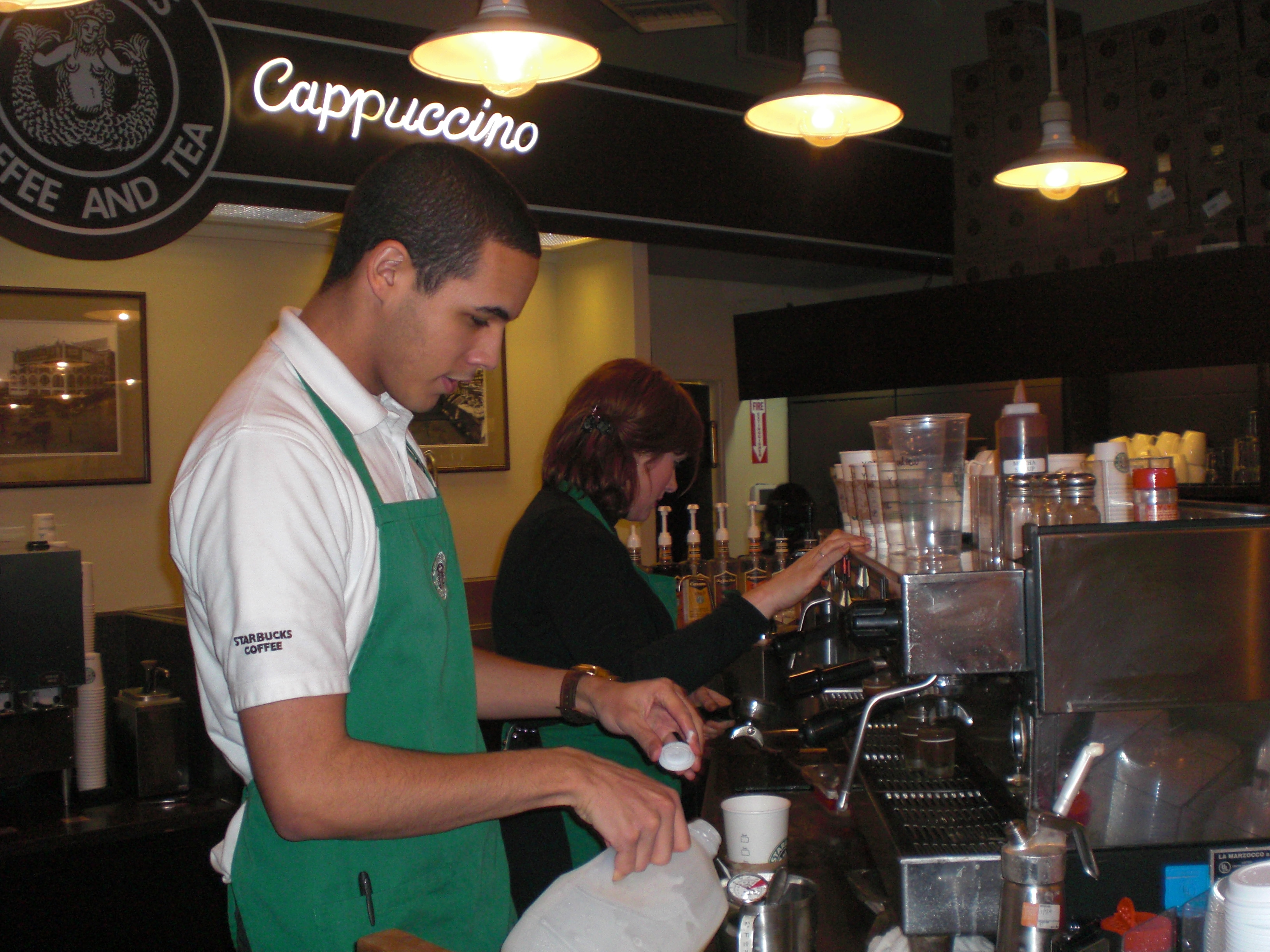
Exemplo de subemprego: em 2014, graduados nos EUA com frequência não conseguiam encontrar um emprego que requeresse nível superior; 44% conseguiam apenas encontrar empregos no setor de serviços, tal como barista, que não requeriam educação superior.

Subemprego é a sub-utilização de um trabalhador, devido a este se sujeitar a um trabalho que não usa suas habilidades, que é de jornada parcial, ou que deixa o trabalhador ocioso. Exemplos incluem possuir um emprego de jornada parcial apesar de desejar trabalho de jornada completa, e superqualificação, onde um empregado possui educação, experiência ou habilidades além dos requerimentos do emprego que detém.

## Brasil: Micro Empreendedores Individuais
Os trabalhadores em situação de subemprego não podem contar com o apoio da Previdência Social, nem possuem direitos trabalhistas, como férias, décimo terceiro, etc. Na tentativa de melhorar esta situação, e melhorar a dignidade desses trabalhadores, o governo criou o formato jurídico de Empresa MEI (Microempreendedor individual),  na tentativa de formalizar tais profissionais atuantes na informalidade, o que além de melhorar a dignidade de tais profissionais, eles também podem contar com o apoio da Previdência Social mediante um pagamento mensal referente a 5% do valor do salário mínimo nacional, tais autónomos legalizados passam a terem personalidade jurídica, com CNPJ e podem comprar diretamente de fornecedores, abrir contas em banco, obter comprovante de rendimentos para utilizar em seus atos cíveis, podem conseguir empréstimos em bancos e podem até contratar 1 funcionário registado, porém existe limite de faturamento anual pra se manter enquadrado no modelo de empresa MEI.  Praticamente qualquer autônomo informal consegue se enquadrar em algum objeto social permitido, até mesmo vendedores ambulantes, catadores de lixo recicláveis e artistas de rua, e mesmo que o objeto social não seja exatamente o exercido, sempre existe algum parecido e que pode se enquadrar, citamos o caso de profissionais do sexo, obviamente não existe um objeto social pra tal função, porém os profissionais do sexo, (homens ou mulheres), optam por registrar-se como empresa MEI utilizando o objeto social: "Professor particular", o que de fato não deixa de ser, pois são professores de sexo. A formalização é bem simples, é feito pela Internet, sem custos nem burocracias e não é exigido contratação de contabilistas, nem pra abrir a empresa nem pra gerir mensalmente papeladas perante o Fisco, pois a gestão é muito simples e qualquer pessoa que saiba ler e escrever consegue gerir sua micro empresa acompanhando as informações completas disponíveis no site portal do empreendedor.